# Una fidanzata per papà
Una fidanzata per papà (The Courtship of Eddie's Father) è un film del 1963 diretto da Vincente Minnelli.

## Trama
Tom Corbett, rimasto vedovo e con un vivace figlio da accudire, Eddie, nonostante le insistenze e le preoccupazioni dei conoscenti che vorrebbero si accasasse sollecitamente una seconda volta, intende risolvere questo problema con calma. Tom si lega sempre più strettamente a Rita Behrens, un'esperta di moda. Questa relazione impedisce a Tom di notare l'interessamento nei suoi confronti ed il sincero affetto dimostrato per il bambino da Elizabeth Marten, una loro giovane vicina cui hanno spesso modo di ricorrere perché è un'infermiera diplomata. Tom infine decide di sposarsi con Rita ma il piccolo Eddie è istintivamente contrario a questa soluzione e, con sempre più vivaci interventi, la rende impossibile. Opportunamente guidato dal figlio, Tom finalmente si accorge dell'affetto che Elizabeth ha per lui e decide così di sposarla.

## Produzione
Il film fu prodotto dalla Metro-Goldwyn-Mayer (MGM), Euterpe e Venice Productions. Da notare che il titolo originale del film (che - tradotto in italiano - sarebbe qualcosa come "Il corteggiamento del padre di Eddie") è stato modificato nella versione italiana, escludendo il nome del ragazzo.

## Distribuzione

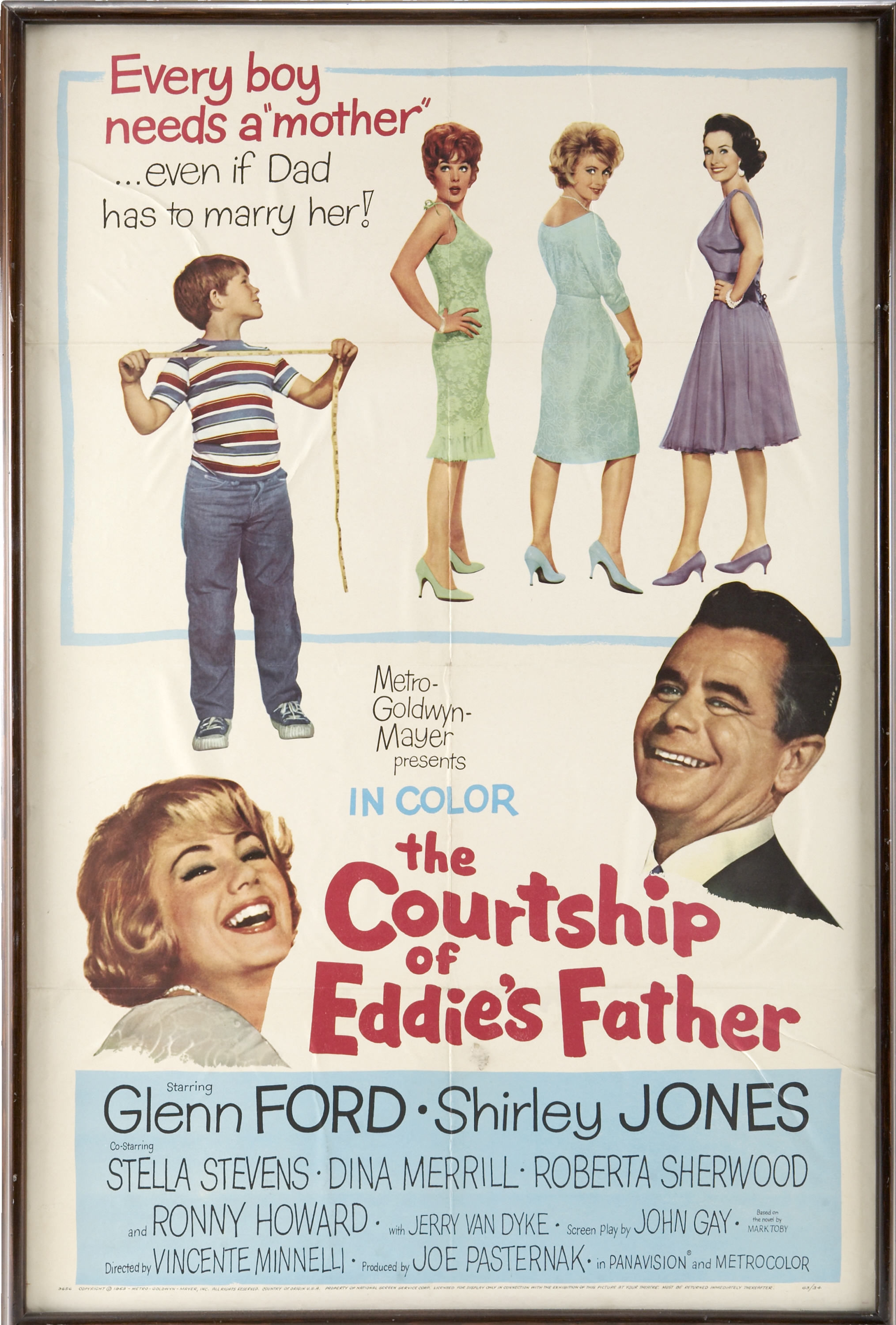
Locandina realizzata da Reynold Brown

Distribuito dalla Metro-Goldwyn-Mayer (MGM), il film - dopo una prima a New York il 6 marzo - uscì nelle sale cinematografiche USA il 27 marzo 1963.

## Serie televisiva
Il film generò una serie televisiva, Una moglie per papà, trasmessa sulla ABC dal 1969 al 1972, con protagonista Bill Bixby.